# Monte Pietra Bianca
Il monte Pietra Bianca (mont des Pierres-Blanches in francese) è una vetta delle Alpi Biellesi alta 2.490 m s.l.m.
È situata tra la Valle Cervo e la Valle del Lys; sulla cima convergono i territori di una frazione montana del comune piemontese di Sagliano Micca e quelli valdostani di Issime e Fontainemore.

## Toponimo

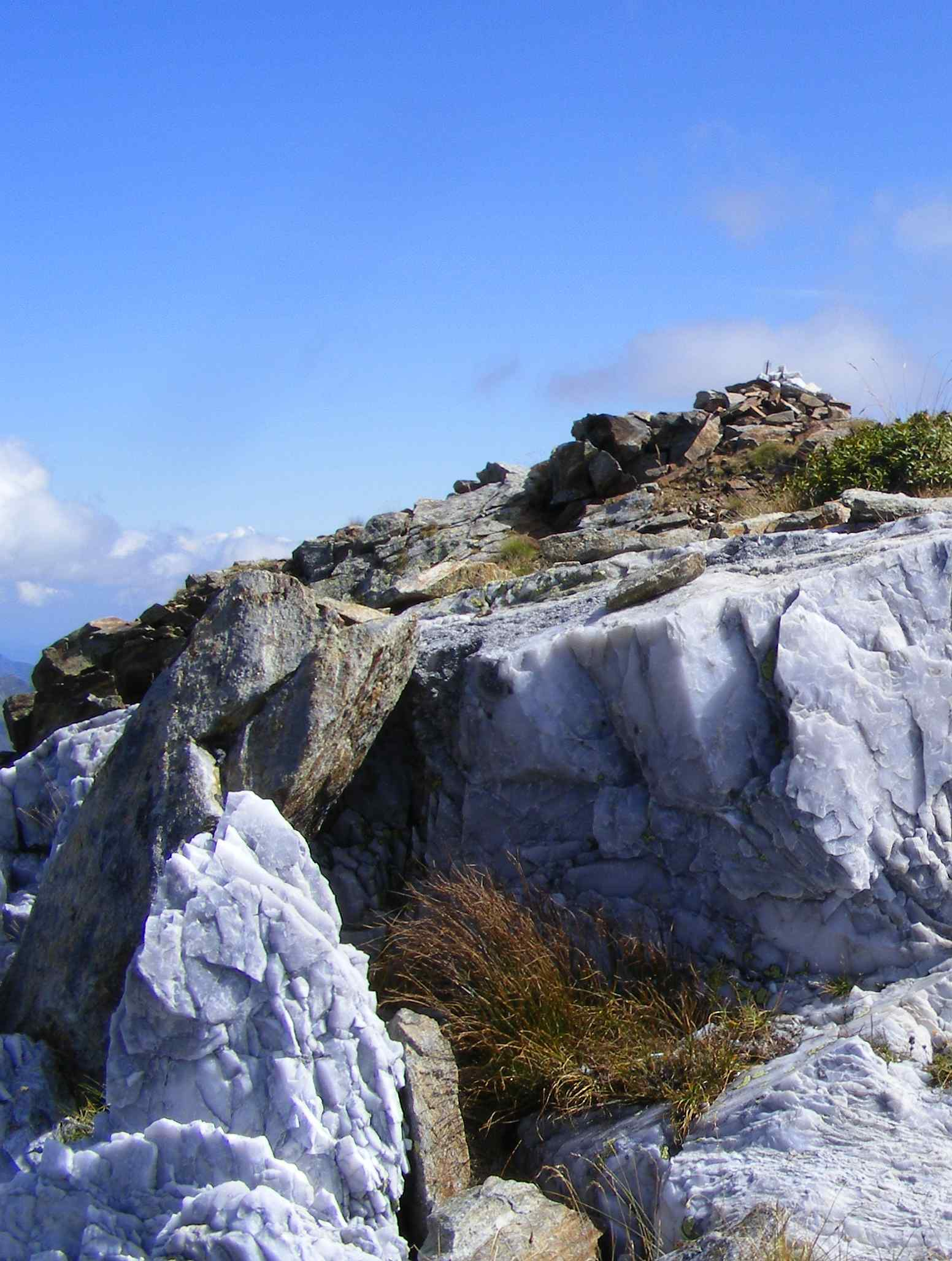
Affioramenti di quarzite nei pressi della cima

Il nome del monte deriva dal colore degli evidenti affioramenti di quarzite situati nei pressi della cima.

## Descrizione

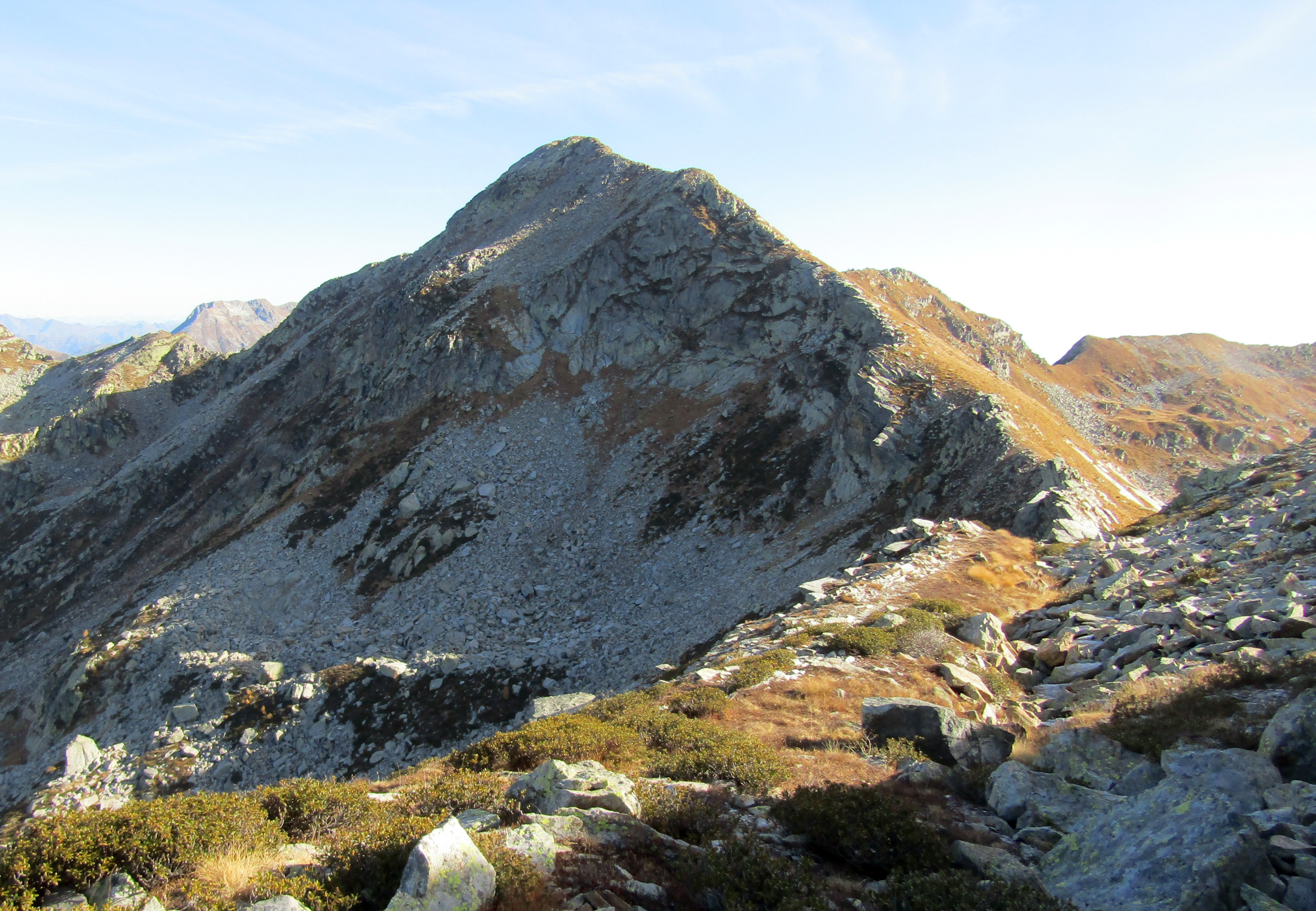
Vista dalla Cima di Marmontana

La montagna si trova alla convergenza di tre creste: quella settentrionale scende al colle del Lupo (o del Tourrison, m 2342) e la collega con il vicino Monte Cresto mentre quella meridionale, anch'essa facente parte dello spartiacque Lys / Cervo, raggiunge la punta della Gragliasca. La terza cresta scende invece verso ovest nella Valle di Gressoney e dopo la Cima di Marmontana (2403 m) si esaurisce sul fondovalle.
Sul punto culminante sorge un ometto in pietrame al di sopra del quale è collocata una placca metallica della sezione CAI di Mosso che dedica la montagna a Kelsang Namtso, una monaca buddista diciassettenne uccisa in Tibet dalle truppe cinesi nel 2006 presso il passo Nangpa La.
La cima della montagna corrisponde anche al punto geodetico trigonometrico dell'IGM denominato Monte Pietra Bianca (029055).

## Accesso alla cima

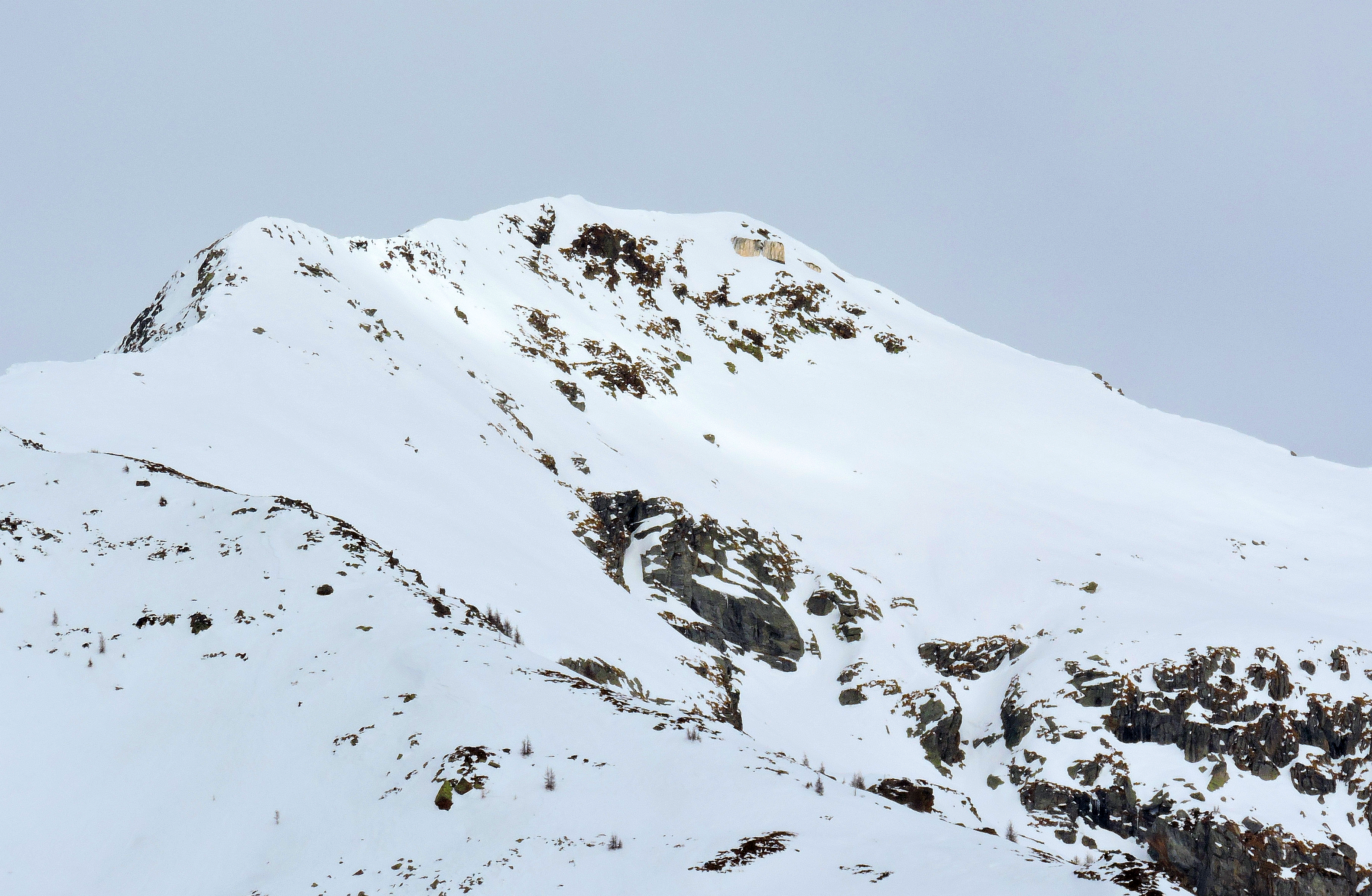
La punta Pietra Bianca d'inverno dalla punta Leretta.

Il monte Pietra Bianca è raggiungibile con un itinerario valutato di difficoltà EE dal colle del Lupo, al quale si può salire da Piedicavallo lungo il sentiero E41.

Dalla cima transita anche l'Alta Via delle Alpi Biellesi, la quale oltre che al colle del Tourisson la collega con la punta della Gragliasca.